# Gmina Nowe Piekuty
Die Gmina Nowe Piekuty (litauisch Novės Piekutų valsčius) ist eine Landgemeinde im Powiat Wysokomazowiecki der Woiwodschaft Podlachien in Polen. Ihr Sitz ist das gleichnamige Dorf mit etwa 240 Einwohnern.

## Gliederung
Zur Landgemeinde Nowe Piekuty gehören 35 Ortschaften mit einem Schulzenamt:
Hodyszewo
Jabłoń-Dąbrowa
Jabłoń-Dobki
Jabłoń-Jankowce
Jabłoń Kościelna
Jabłoń-Markowięta
Jabłoń-Piotrowce
Jabłoń-Spały
Jabłoń-Śliwowo
Jabłoń-Zambrowizna
Jabłoń-Zarzeckie
Jośki
Koboski
Kostry-Litwa
Kostry-Noski
Krasowo-Częstki
Krasowo-Siódmaki
Krasowo Wielkie
Krasowo-Wólka
Lendowo-Budy
Łopienie-Jeże
Łopienie-Szelągi
Łopienie-Zyski
Markowo-Wólka
Nowe Piekuty
Nowe Rzepki
Nowe Żochy
Piekuty-Urbany
Pruszanka Mała
Skłody Borowe
Skłody-Przyrusy
Stare Żochy
Stokowisko
Tłoczewo
Wierzbowizna